# Italia (métro de Catane)
Pour les articles homonymes, voir Italia.
Italia est une station de la ligne unique du métro de Catane. Elle est située sous la Viale Vittorio Veneto au croisement avec la Corso delle Province en limite des quartiers Borgo Sanzio (it) et Ognina-Picanello à Catane, en Italie.

## Situation sur le réseau

Plan du métro.

Établie en souterrain, Italia est une station de passage de la ligne unique du métro de Catane. Elle est située entre la station Giuffrida, en direction du terminus ouest Nesima, et la station Galatea, en direction du terminus sud-est Stesicoro.
Elle dispose des deux voies de la ligne encadrées par deux quais latéraux.

## Histoire
La station Italia, est mise en service le 27 juin 1999, lors de l'ouverture à l'exploitation de la première section du métro de Borgo à Porto.

## Services aux voyageurs

### Desserte
Italia est desservie par les rames qui circulent sur l'unique ligne du réseau, entre Nesima et Stesicoro.